# Kościół poewangelicki w Boguszowie-Gorcach
Kościół poewangelicki – dawna świątynia protestancka znajdująca się w Boguszowie-Gorcach, w dzielnicy Boguszów.
Świątynia została wybudowana około połowy XVIII wieku, na przełomie XVIII i XIX wieku została dobudowana wieża, w 1964 roku kościół był remontowany. Świątynia jest murowana, posiada jedna nawę oraz poligonalnie zakończone prezbiterium. Kościół był nakryty dachem mansardowym. Dawniej świątynia posiadała bogate wyposażenie wnętrza w stylu barokowym pochodzące z drugiej połowy XVIII wieku.
Kościół obecnie nie jest zabezpieczony i popada w ruinę.